# Episodi di Love Songs Love Stories
La prima e unica stagione della serie televisiva Love Songs Love Stories è andata in onda su GMM 25 dal 7 dicembre 2015 al 21 aprile 2016. Tutti gli episodi sono doppi e hanno il nome di una canzone popolare.
A questi si aggiungono due episodi doppi speciali, Glaa Glai Hai Jai Tayn 1/2 (กล้าใกล้ให้ใจเต้น 1/2) e Glaa Glai Hai Jai Tayn 2/2 (กล้าใกล้ให้ใจเต้น 2/2), della durata di 16 minuti l'uno, trasmessi dal 25 marzo al 3 aprile 2016.
| nº | Titolo originale         | Titolo traslitterato                    | Prima TV         |
| -- | ------------------------ | --------------------------------------- | ---------------- |
| 1  | กลับคำเสีย 1/2             | Klub Kum Sie 1/2                        | 7 dicembre 2015  |
| 2  | กลับคำเสีย 2/2             | Klub Kum Sie 2/2                        | 8 dicembre 2015  |
| 3  | คิดถึงฉันไหมเวลาที่เธอ... 1/2 | Kit Teung Chun Mai Welah Tee Tur... 1/2 | 14 dicembre 2015 |
| 4  | คิดถึงฉันไหมเวลาที่เธอ... 2/2 | Kit Teung Chun Mai Welah Tee Tur... 2/2 | 21 dicembre 2015 |
| 5  | แพ้ใจ 1/2                 | Phae Chai 1/2                           | 28 dicembre 2015 |
| 6  | แพ้ใจ 2/2                 | Phae Chai 2/2                           | 4 gennaio 2016   |
| 7  | รุนแรงเหลือเกิน 1/2         | Roon Rang Lurah Gurn 1/2                | 11 gennaio 2016  |
| 8  | รุนแรงเหลือเกิน 2/2         | Roon Rang Lurah Gurn 2/2                | 18 gennaio 2016  |
| 9  | ก้อนหินก้อนนั้น 1/2           | Gaun Hin Gaun Nun 1/2                   | 25 gennaio 2016  |
| 10 | ก้อนหินก้อนนั้น 2/2           | Gaun Hin Gaun Nun 2/2                   | 1º febbraio 2016 |
| 11 | เรามีเรา 1/2              | Rao Mee Rao 1/2                         | 4 febbraio 2016  |
| 12 | เรามีเรา 2/2              | Rao Mee Rao 2/2                         | 11 febbraio 2016 |
| 13 | คนไม่มีสิทธิ์ 1/2             | Kon Mai Mee Sit 1/2                     | 18 febbraio 2016 |
| 14 | คนไม่มีสิทธิ์ 2/2             | Kon Mai Mee Sit 2/2                     | 25 febbraio 2016 |
| 15 | ลาออก 1/2                | Lah Auk 1/2                             | 3 marzo 2016     |
| 16 | ลาออก 2/2                | Lah Auk 2/2                             | 10 marzo 2016    |
| 17 | ลงเอย 1/2                | Long-oei 1/2                            | 17 marzo 2016    |
| 18 | ลงเอย 2/2                | Long-oei 2/2                            | 24 marzo 2016    |
| 19 | ไม่แข่งยิ่งแพ้ 1/2            | Mai Kaeng Ying Pae 1/2                  | 31 marzo 2016    |
| 20 | ไม่แข่งยิ่งแพ้ 1/2            | Mai Kaeng Ying Pae 2/2                  | 7 aprile 2016    |
| 21 | คงเดิม 1/2                | Kong Derm 1/2                           | 14 aprile 2016   |
| 22 | คงเดิม 2/2                | Kong Derm 2/2                           | 21 aprile 2016   |